# Torkhustjärnen (Nordmarks socken, Värmland)
Torkhustjärnen är en sjö i Filipstads kommun i Värmland och ingår i Göta älvs huvudavrinningsområde.